# 毛利経高
毛利 経高（もうり つねたか、生没年不詳）は越後毛利家4代目当主。毛利時元の嫡男。兄弟に知阿憲広、毛利治良がいる。

## 生涯
父時元から家督を引き継ぎ、当主となる。経高の代から越後毛利家は安田家と北条家に分かれる事となる。
系図では北条治良（晴良）が北条家の家督を継いだとあるが、兄弟の治良が養子に入って継いだのか、同名の子が継いだのかは不明である。
安田家の家督は子の憲朝が継いだ。